# La lengua del sol
La lengua del sol es una película dramática mexicana de 2017 dirigida por José Luis Gutiérrez Arias y protagonizada por Flavia Atencio, Raúl Méndez y José María Negri. Su estreno en cines estaba programado para el mes de mayo de 2020, pero la pandemia de COVID-19 retrasó estos planes, y la cinta fue estrenada finalmente en la plataforma Sharing my Dream, creada específicamente para la exhibición en línea de películas independientes cuyo estreno se vio truncado por la cuarentena.

## Sinopsis
Ramiro y Emilia se encuentran atrapados en su casa, mientras el mundo aguarda su final a raíz de un fenómeno conocido como la lengua del sol, que muy probablemente erradicará a la raza humana. Mientras están encerrados, exploran un lado de su sexualidad que nunca habían conocido, y finalmente deciden que tendrán un hijo antes de que llegue el apocalipsis.

## Reparto
- Flavia Atencio es Emilia
- Raúl Méndez es Ramiro
- José María Negri es Ángel